# Bosjön, Gästrikland
Bosjön är en sjö i Gävle kommun i Gästrikland och ingår i Hamrångeån-Testeboåns kustområde. Sjön har en area på 0,675 kvadratkilometer och ligger 38 meter över havet. Sjön avvattnas av vattendraget Björkeån (Dammån).

## Delavrinningsområde
Bosjön ingår i det delavrinningsområde (674190-157016) som SMHI kallar för Utloppet av Bosjön. Medelhöjden är 43 meter över havet och ytan är 4,48 kvadratkilometer. Räknas de 6 avrinningsområdena uppströms in blir den ackumulerade arean 59,38 kvadratkilometer. Avrinningsområdets utflöde Björkeån (Dammån) mynnar i havet. Avrinningsområdet består mestadels av skog (74 procent). Avrinningsområdet har 0,68 kvadratkilometer vattenytor vilket ger det en sjöprocent på 15 procent.